# Barragem de Entrepeñas
Entrepeñas é uma albufeira localizada no rio Tejo na região de Alcarria Baja de Guadalajara, Espanha. Foi concluído em 1956.
Além do Tejo, também recebe água dos rios Valdetrigo, Barranco Grande, Solana, Ompólveda, entre outros. A estrutura da barragem está situada junto à cidade de Entrepeñas, da qual tomou o seu nome, entre os municípios de Sacedón e Auñón.
As cidades de Auñón, Durón, Pareja e Sacedón estão localizadas nas margens do reservatório, assim como as áreas residenciais de Las Anclas, Las Brisas, Peñalagos e El Paraiso. Entrepeñas faz parte do chamado Mar de Castela (espanhol: Mar de Castilla), juntamente com os reservatórios de Buendía, Bolarque, Zorita, Almoguera e Estremera.
A área de superfície do reservatório mede 3,213 ha (12.41 sq mi), e pode conter um total de 835,000,000 m3 (677,000 acre·ft).
Em conjunto com a Barragem de Buendía, abastece o Transbordo Tejo-Segura.